# The Sims 2: Arbetsliv
The Sims 2: Arbetsliv (engelska:Open for Business) är det tredje expansionspaketet till The Sims 2 och släpptes den 3 mars 2006. I spelet kan simmarna bli egenföretagare och starta allt från affärer och restauranger till kontor och bageri. Man kan lägga till ett shoppingdistrikt till sitt kvarter, med butiker, restauranger och skönhetssalonger.  

## Nya funktioner
- Man kan köpa allmänna tomter.
- Simmarna kan starta egena företag, antingen som hemmaföretag, eller på en annan tomt, simmen måste då äga den tomten.
- Simmarna kan sälja saker, servera mat på restaurang (ej hemmaföretag) eller öppna en skönhetssalong.
- Simmarna kan numera låsa vilka dörrar eller grindar som helst, för alla, endast så en sim kan gå igenom, endast så hushållets medlemmar kan passera (hit räknas även till exempel hembiträdet) eller att dörren är öppen för alla.
- Hissar går att bygga.
- Simmarna kan anställa personal.
- Simmarna kan befordra en anställd till chef.
- Ny spelbar varelse: Servo (en simlik robot).
- Simmarna kan ha olika typer av robotar som hjälper till i hemmet, till exempel med att städa eller släcka bränder.
- Olika stationer har tillkommit, vilket gör att simmarna kan tillverka robotar, leksaker och blommor.